# 나이시노스케
텐지/나이시노스케(일본어: 典侍 てんじ/ないしのすけ[*])는 율령제에 있는 관직으로, 내시사 (후궁)의 차관 (여관)이다. 간단하게 스케(すけ)라고 부른다.
장관은 쇼시/나이시노카미였으나, 후에 후비화되어 설치되지 않아, 텐지가 실질적으로 장관이 되었다. 준위로는 종4위였으나, 실제로는 여서위를 받아 2,3위에 오르는 자도 많았다. 또한 "토노나이시노스케", "겐노나이시노스케"나 "다이나곤나이시노스케" 등 앞에 성이나 아버지의 관직명을 붙여 칭하는 사람이 많았다.

## 직무
「궁성여관봉직심칙서」에는 다이쇼기까지 텐지 및 곤나이시노스케의 직무가 규정되어있다. 그에 따르면 텐지, 곤나이시노스케의 직무는 다음과 같다.
- 천황, 황후에게 근시하여 어전 일체를 관장한다.
- 천황, 황후의 허리보다 위에 관련된 복장, 배식, 욕실 봉사를 한다.
- 궁녀 감독을 한다.
- 검새도어를 할 때, 검새를 바쳐 칙임 시종에게 넘긴다.
- 현소, 황령전 등의 신전 제전에 황후가 예배할 수 없는 경우, 대신한다.
- 하사, 헌상물이 있는 경우를 관리한다.
- 황족이 천황, 황후를 방문하려는 경우, 대신 주선을 한다.
- 납호금을 관리한다.

## 텐지의 폐지
다이쇼 천황이 일처일부제를 실시함에 따라 시첩 역할을 하는 텐지는 없어졌다. 그러나, 사무여관으로서의 텐지는 존재하였고, 마지막 텐지가 된 것은 다이쇼 15년 6월에 텐지로 승진한 타케야 츠네코 (요우바이나이시노스케)이다. 텐지 타케야 츠네코, 곤나이시노스케 시미즈다니 히데코를 정점으로한 다이쇼 천황 시대의 여관은 천황의 승하로, 황후궁직 여관에서 황태후궁직 여관이 되었다.
다이쇼 말기, 당시의 황태자 히로히토 친왕 (쇼와 천황)은 여관제도의 개혁을 진행시켰다. 텐지, 곤나이시노스케 등을 폐하고 여관장을 정점으로 하는 동궁직 여관제는 히로히토 친왕이 천황으로 즉위하면서 그대로 황후궁직의 여관제로 이행했다. 이로써 텐지 등의 직제는 데이메이 황후의 황태후궁직에만 존속되었다. 또한 여관이 미혼 여성으로 구성되어 궁중에 거주하는 어국제도도, 황태후의 아오야마 고쇼에서만 존속되었다. 쇼와 27년 1월 1일, 황태후궁직의 잔무 처리는 모두 완료되었고, 율령제도에서 잔재를 유지하던 여관제도 이곳에서 정지, 폐지되었다. 